# Greatest Hits (álbum de DeBarge)
Greatest Hits é uma  compilação do grupo DeBarge lançado pela Gordy Records.
Este disco foi a primeira compilação do grupo e contém alguns de seus maiores sucessos, incluindo "Rhythm of the Night", "Who's Holding Donna Now", "All This Love", "Time Will Reveal", "The Heart Is Not So Smart" and "You Wear It Well".

## Faixas
1. "Rhythm of the Night" - 3:48
2. "Who's Holding Donna Now" - 4:27
3. "You Wear It Well" - 4:45
4. "Stop! Don't Tease Me" - 6:20
5. "I Like It" - 4:20
6. "All This Love" - 5:22
7. "Time Will Reveal" - 4:11
8. "Love Me In a Special Way" - 4:13
9. "Share My World" - 5:37
10. "Single Heart" - 3:33
11. "The Heart Is Not So Smart" - 4:35